# Tavira (Santa Maria e Santiago)
Tavira (Santa Maria e Santiago) (oficialmente: União das Freguesias de Tavira (Santa Maria e Santiago)) é uma freguesia portuguesa do município de Tavira, com 147,99 km² de área e 15 432 habitantes (censo de 2021). A sua densidade populacional é 104,3 hab./km².

## História
Esta freguesia foi criada em 2013, e resultou da união das anteriores freguesias de Santa Maria e Santiago.

## Demografia
A população registada nos censos foi:
| Distribuição da População por Grupos Etários | Distribuição da População por Grupos Etários | Distribuição da População por Grupos Etários | Distribuição da População por Grupos Etários | Distribuição da População por Grupos Etários | Distribuição da População por Grupos Etários |
| -------------------------------------------- | -------------------------------------------- | -------------------------------------------- | -------------------------------------------- | -------------------------------------------- | -------------------------------------------- |
| Antes da agregação                           |                                              |                                              |                                              |                                              |                                              |
| Ano                                          | 0-14 anos                                    | 15-24 anos                                   | 25-64 anos                                   | >= 65 anos                                   | Total                                        |
| 2001                                         | 1758                                         | 1651                                         | 6589                                         | 2578                                         | 12576                                        |
| 2011                                         | 2323                                         | 1517                                         | 8286                                         | 3007                                         | 15133                                        |
| Após a agregação                             |                                              |                                              |                                              |                                              |                                              |
| Ano                                          | 0-14 anos                                    | 15-24 anos                                   | 25-64 anos                                   | >= 65 anos                                   | Total                                        |
| 2021                                         | 2057                                         | 1484                                         | 7915                                         | 3976                                         | 15432                                        |